# 布拉夫湖 (伊利諾伊州)
布拉夫湖（英語：Lake Bluff）是位於美國伊利諾伊州萊克縣的一個村落。

## 地理
布拉夫湖的座標為42°17′00″N 87°51′00″W / 42.28333°N 87.85000°W，而該地最高點為海拔高度200米（即656英尺）。

## 人口
根據2010年美國人口普查的數據，布拉夫湖的面積為10.54平方千米，當中陸地面積為10.49平方千米，而水域面積為0.05平方千米。當地共有人口5722人，而人口密度為每平方千米542人。